# Italienisches Konzert

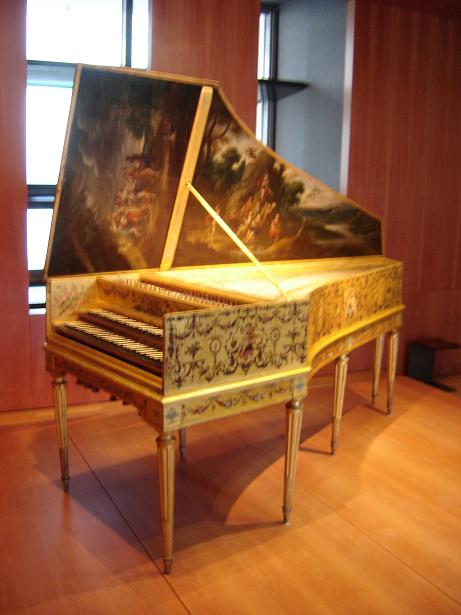
Ein Cembalo mit zwei Manualen

Das Italienische Konzert (Originaltitel Concerto nach italiaenischen Gusto), Bach-Werke-Verzeichnis 971, ist ein dreisätziges Werk für zweimanualiges Cembalo in F-Dur von Johann Sebastian Bach. Es erschien im Jahr 1735 als Teil II seiner Clavierübung und spielt sowohl in Bachs Gesamtwerk als auch gattungsgeschichtlich eine Ausnahmerolle. Als eines der wenigen Instrumentalkonzerte ohne Orchesterbegleitung soll diese durch Verwendung der Manuale respektive Klangfarben nachgeahmt werden. Das Werk ist stark von der Musik des italienischen Barock beeinflusst und ist Resultat der langjährigen Beschäftigung Bachs mit diesem Stil.

## Hintergrund

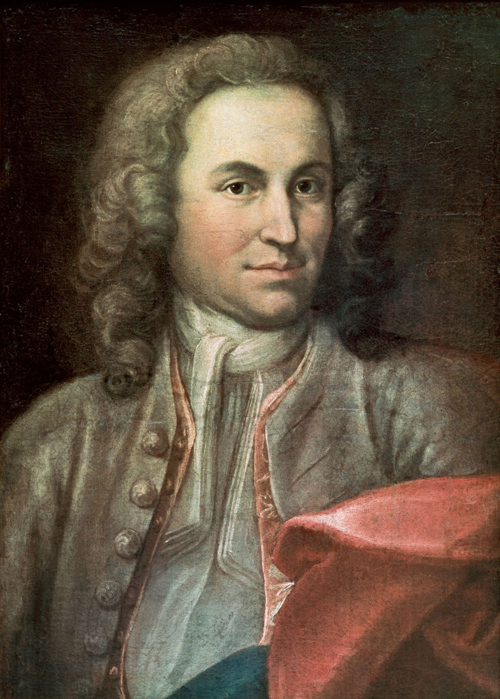
Der junge Bach

Johann Sebastian Bach zog im Jahr 1708 nach Weimar, wo er zuerst als Kammermusiker am Hof der Herzöge Wilhelm Ernst und Ernst August angestellt war, dann aber bald herzoglicher Organist wurde. Dort lernte Bach die Werke italienischer Zeitgenossen wie Antonio Vivaldi, Arcangelo Corelli und Benedetto Marcello kennen. Von ihnen und ihrem Umfeld wurde gegen Ende des 17. Jahrhunderts die Form des Solokonzerts entwickelt, die aus dem Concerto grosso hervorgegangen war. Beim Concerto grosso wurden zuerst kleinere Sologruppen dem Orchester gegenübergestellt. Später wurden diese zunehmend durch nur ein einziges Soloinstrument, am Anfang insbesondere die Violine, ersetzt und dieses Solo nahm immer mehr einen virtuosen Charakter an. Damit ging auch die Fortentwicklung der Instrumente einher, deren Klangvolumen sich erst zu der Zeit dahin entwickelt hatte, klanglich mit dem Orchester Schritt halten zu können.
Bach bearbeitete solche Konzerte („Sechs“ beziehungsweise „Sechzehn Konzerte nach verschiedenen Meistern“, BWV 592–597 und 972–987), beispielsweise für Orgel bzw. Cembalo solo oder – wie im Fall des Concerto in h-Moll op. 3 Nr. 10 von Vivaldi – für andere Soloinstrumente und Orchester. In diesem Werk hatte Vivaldi sowohl Concerti grossi als auch Solokonzerte vereint, was beispielhaft für diesen Übergang steht. Bei der Bearbeitung behielt Bach die strukturelle Organisation und den Aufbau bei. Er versuchte, die einzelnen Stimmen präzis nachzuahmen und griff nur dort verändernd in das Stück ein, wo der Charakter des Instruments eine Beibehaltung nicht zuließ. Später, insbesondere nach Bachs Umzug nach Köthen im Jahr 1717 und der damit verbundenen Anstellung als Hofkapellmeister sowie während der Zeit in Leipzig, komponierte er auch eigene Konzerte, die die Form weiterentwickelten, so zum Beispiel die Cembalokonzerte und die Brandenburgischen Konzerte.

## Das Werk
Im Italienischen Konzert greift Bach wieder auf den „italienischen Stil“ zurück, verknüpft ihn aber deutlich erkennbar auch mit der kontrapunktischen Tradition, in der er als Komponist steht. Es erschien im Jahr 1735, also ist es gut zwanzig Jahre nach der ersten Beschäftigung Bachs mit den italienischen Barockmeistern entstanden, zumindest der zweite und der dritte Satz. Denn Skizzenfunde weisen darauf hin, dass Bach sich mit den im ersten Satz verwendeten Themen und Motiven schon früher, möglicherweise sogar schon in der Weimarer Zeit, auseinandergesetzt hatte und diese nun wieder aufgriff.
Das Werk wurde als zweiter Teil der letzten Endes vierteiligen „Clavierübung“ veröffentlicht, einer Serie von Werken für Tasteninstrumente, die er mit dem Ziel verfasst hatte, ein breiteres Publikum zu „unterrichten“ und ihm gleichzeitig gut zugängliche Unterhaltung zu bieten. Die relativ einfach verständliche italienische Musik war zu der Zeit viel populärer als Bachs intellektuell anspruchsvolle Kontrapunktik, die in ihrer Polyphonie zunehmend aus der Mode zu geraten begann. Stilistisch steht das Werk auch den Kompositionen der damals populäreren deutschsprachigen Komponisten wie Georg Philipp Telemann und Georg Friedrich Händel näher.
Ebenfalls im zweiten Teil der Clavierübung enthalten ist die Ouvertüre im französischen Stil in h-Moll, die sich, wie aus dem Titel ersichtlich, stilistisch nach der ebenfalls sehr beliebten französischen Hofmusik richtete, den Bach ebenfalls sehr früh kennengelernt hatte und sich ebenfalls ein Leben lang durch sie beeinflussen ließ. Mit dieser Gegenüberstellung, die sich auch im Tritonus-Intervall von h-Moll und F-Dur ausdrückt, wollte Bach nicht zuletzt auch seine Meisterschaft in beiden zu seiner Zeit populären Stilen beweisen. Entgegen den Konzerten für Soloinstrumente ohne Orchesterbegleitung, die Bach erstellte, in dem er Werke anderer Komponisten für Cembalo transkribierte und die Stimmen von Orchester und Soloinstrumenten nachahmte, ist das Italienische Konzert ein originäres „Konzert“ für Cembalo solo und damit beinahe singulär. Manuskripte und Notizen, die auf Kopien aus Bachs Zeit gefunden wurden, lassen aber die Vermutung offen, dass Bach das Konzert als Transkription eines Solokonzerts geschrieben hat, das heute verloren ist.

## Analyse
Das Werk besteht, wie in der Konzertform damals üblich, aus drei Sätzen: Ein erster Satz steht ohne Tempoangabe, der heute aber üblicherweise mit „Allegro“ überschrieben wird. Auf unveröffentlichten Skizzen ist die Angabe „Allegro assai“ zu finden, was dem grundsätzlich entspricht und heutzutage von den Interpreten mehrheitlich so durchgeführt wird. Darauf folgt ein „Andante“, beschlossen wird das Konzert mit einem „Presto“. Als Zielinstrument nennt Bach explizit „ein Clavicymbel mit zweyen Manualen“, was insofern speziell ist, als in anderen Werken, so zum Beispiel im Wohltemperierten Klavier, ein Instrument zur Ausführung nicht explizit genannt ist. Die Anweisung trägt aber dem Charakter des Konzerts voll und ganz Rechnung, eine Ausführung zum Beispiel am Clavichord würde überhaupt nicht denselben Ausdruck hervorrufen.
Die im Werk angegebenen dynamischen Bezeichnungen stehen für die jeweiligen Manuale: „forte“ bedeutet, dass auf dem Ersten gespielt wird, „piano“ steht für das Zweite. Durch den Wechsel der Manuale wird derjenige zwischen „Tutti“ und „Solo“ im Instrumentalkonzert nachgeahmt. Am modernen Klavier wird dieser Manualwechsel teilweise durch Änderung der Klangfarben, was äußerst anspruchsvoll ist, und Modulation der Lautstärken, teilweise in linker und rechter Hand unterschiedlich laut/leise, nachgeahmt.
Die Haupttonart des Werks ist F-Dur. In dieser Tonart stehen der erste und der dritte Satz, der Zweite hingegen steht in der Paralleltonart d-Moll. Weitere Tonarten, die im Verlauf des Konzerts eine wichtige Rolle spielen sind B-Dur (Subdominante), C-Dur (Dominante), d-Moll (Paralleltonart der Tonika) und a-Moll (Paralleltonart der Dominante). Die Sätze sind – für Bach atypisch – fast durchgehend homophon gehalten, in „Solo“-Teilen fungiert das Orchester als Begleitung zur Hauptstimme.

### 1. Satz, 2/4-Takt
Der erste Satz beginnt mit der Einführung des Kopfthemas, die nach Art eines Tutti geschieht. Die kräftigen Bassakkorde verleihen dem Beginn eine majestätische Wirkung. Es formt sich daraus der majestätische Hauptsatz, der nach einem Trugschluss wieder in der Tonika endet. Danach folgt der Seitensatz, der ganz anders ausgeprägt ist, sein Charakter ist eher lyrischer Natur und wird durch Molltonarten bestimmt. Mit ihm setzt in der rechten Hand die „Solostimme“ mit ihrem Thema ein, die von der Linken, also vom oder von einem Teil des „Orchesters“ begleitet wird. Nach diesem Zusammenspiel von Solo und Tutti, das sich über etwa zwanzig Takte hinzieht, setzt eine Wiederholung des Hauptsatzes in C-Dur (Dominante) ein, die daraufhin nach d-Moll (Paralleltonart von F-Dur) moduliert wird. Es folgt ein weiterer Seitensatz mit einem Thema in der Solostimme, dessen Konstitution wie die der beiden vorhergehenden Themen durch das Intervall der Sexte wesentlich bestimmt wird. Danach setzt wiederum das Kopfthema ein, dieses Mal in B-Dur (Subdominante). Den damit beginnenden Teil könnte man als eine Art „Durchführung“ bezeichnen, diese dauert etwa sechzig Takte und in ihr werden die zuvor gespielten Themen und Motive verarbeitet und variiert, bis sie wieder von einer Reprise des Hauptsatzes beendet wird. Sie ist mit der Einführung des Hauptsatzes identisch. Durch diese Abfolge ergibt sich eine klare Form des ersten Satzes, schematisch dargestellt lautet diese, wenn man den Hauptsatz mit „A“ bezeichnet, den Seitensatz mit „B“ und die Durchführung mit „C“: A – B – A’ – B’ – C – A.

### 2. Satz, 3/4-Takt
Der zweite Satz ist ein ziemlich langes Andante in d-Moll. Seine Gestaltung besteht vor allem aus dem Ostinato der linken Hand in der ausschließlichen Rolle als Begleitstimme. Diese besteht aus auf- und absteigenden Terzen und zwei darauffolgenden Basstönen, was eine gewisse, fast trostlose Monotonie, aber auch so etwas wie Intimität vermittelt. Die rechte Hand fungiert als Solostimme und kommt einer Violine im italienischen Solokonzert oder einer pathetischen, kolorierten Gesangsstimme nahe. Die wichtige Rolle, die sie in diesem Satz spielt, ist nicht unüblich, es finden sich vergleichbare konzertante Werke, in denen das Mittel des fast gleichbleibenden Orchesterparts bei konstantem, verziertem Einsatz des Solos genutzt wird; so im Largo des Cembalokonzertes BWV 1056, das in dieser Weise ausgeschmückt ist.
Das Zusammenspiel von Solo und Tutti erfolgt Manual-getrennt: Die Melodie des Solos wird auf dem ersten Manual gespielt, die „Orchesterbegleitung“ auf dem zweiten. Formal ist der Satz dreigeteilt, nämlich in zwei Strophen und eine Coda. Die beiden Strophen führen jeweils von d-Moll nach F-Dur (erste) und nach D-Dur (zweite). Die Coda sorgt dafür, dass dies nicht, wie gerne in Moll-Stücken so (Dur) bleibt, sondern endet in der Grundtonart d-Moll. Dadurch bekommt der Satz einen tragischen Charakter.

### 3. Satz, 4/4-Takt
Der letzte Satz des Konzerts trägt die Tempobezeichnung Presto, was heute von Interpreten unterschiedlich ausgelegt wird: Teilweise als „so schnell wie möglich“ (z. B. die Aufnahme von Glenn Gould), teilweise nur als „lebhaft bewegt“ (z. B. diejenige von Trevor Pinnock). Sicher ist, dass im Barock tendenziell das Letztere gemeint ist. Der Satz beginnt mit einem frisch-fröhlichen Kopfthema, das aus einem anfänglichen Oktavensprung und Tonleitern in beiden Händen besteht. Der Seitensatz, der sogleich darauf folgt, tritt dem entgegen: Das Thema ist teilweise als Legato gekennzeichnet und eher bescheiden an extremen Veränderungen der Tonhöhen. Hinsichtlich Beziehung von Solo und Tutti ähnelt der Satz dem Ersten, sie wechseln sich nämlich ab und die Themen werden wiederum verknüpft und wiederholt, dies geschieht im Wesentlichen in den Tonarten C-Dur, a-Moll (Paralleltonart der Dominante) und d-Moll. Der Satz ist nicht nur hinsichtlich Tempo ganz anders angelegt als der Vorhergehende, er ist beinahe in jeder Hinsicht konträr. So tritt der stoischen Konstanz eine quirlige, sprühende Spontanität entgegen und spieltechnisch ist der dritte Satz um einiges virtuoser als der Zweite, er trägt damit gänzlich den Charakter eines Finalsatzes im eigentlichen Sinn.

## Rezeption
„Wer wird aber auch nicht so fort zugestehen, daß dieses Clavierconcert als ein vollkommenes Muster eines wohleingerichteten einstimmigen Concerts anzusehen ist? Allein, wir werden auch noch zur Zeit sehr wenige, oder fast gar keine Concerten von so vortrefflichen Eigenschaften, und von einer so wohlgeordneten Ausarbeitung aufweisen können. Ein so großer Meister der Musik, als Herr Bach ist, der sich insonderheit des Clavier fast ganz allein bemächtiget hat […] mußte es auch seyn, uns in dieser Setzart ein solches Stück zu liefern.“

## Noten
- Emery, Walter / Kretschmar-Fischer, Renate (Hrsg.): Italienisches Konzert BWV 971. Vorwort,  Praxisorientierte Fingersätze & Einführungstexte. Bärenreiter Urtext 2018.
- Rudolf Steglich (Herausgeber) Hans-Martin Theopold (Fingersatz): Italienisches Konzert BWV 971. Vorwort. G. Henle Urtext.
- Alfred Kreutz (Hrsg.): Italienisches Konzert. Mit einer Einführung. Schott, Mainz 1950.